# Tobago Cays

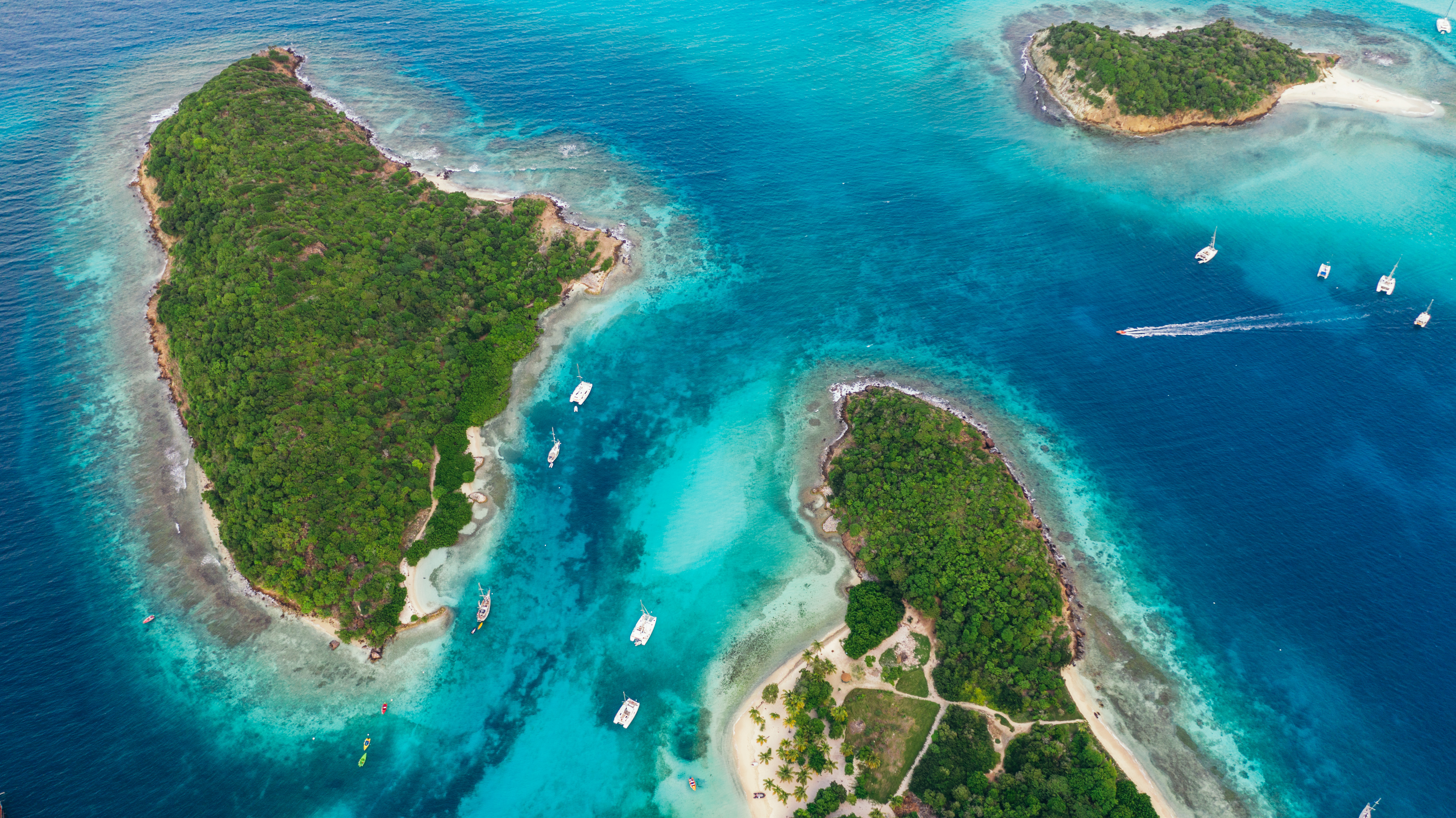
Luftaufnahme der Tobago Cays, mit Petit Rameau rechts und Baradal im Hintergrund

Die Tobago Cays sind eine Gruppe von fünf kleinen Inseln 2,2 km östlich der bewohnten Insel Mayreau. Als Teil der Inselkette der Grenadinen gehören sie zum Staat St. Vincent und die Grenadinen in der Karibik. Geschützt werden die Inseln Petit Bateau, Baradal, Jamesby, die etwas südöstlich abgelegene Petit Tobac (Petit Tabac) und die rund sechs Hektar große Hauptinsel Petit Rameau durch das „Horse Shoe Reef“. Dieses große Korallenriff umgibt vier der Inseln wie ein hufeisenförmiger Schutzwall und hält die Atlantikdünung weitgehend ab. Alle fünf Inseln sind unbewohnt, auch wenn hier aufgrund der Segeltouristen viele sogenannte Boatboys arbeiten.
Die Tobago Cays sind ein beliebtes Ziel von Segelyachten und Tauchtouristen, die in der Lagune zwischen den Inselchen eine ideale Ankermöglichkeit und am nördlichen Horse Shoe Reef die Schönheit der karibischen Unterwasserwelt vorfinden.